# Keith Skinner
Keith Skinner est un acteur, écrivain et historien britannique, né en 1949. Il est principalement connu pour ses publications sur Jack l'Éventreur.

## Biographie
Keith Skinner est né en 1949. À l'âge adulte, il travaille en tant qu'acteur au cinéma et à la télévision. Il fait ses débuts dans le film Mademoiselle (1966). En 1968, il joue le petit rôle de Balthazar dans le Roméo et Juliette (1968) de Franco Zeffirelli.
En 1968, il apparaît dans un épisode de la série télévisée The Jazz Age. Il apparaît dans trois épisodes de la série Z-Cars entre 1969 et 1972. Dans les années 1970, il joue dans cinq épisodes de la série Man at the Top. En 1971, il joue dans un épisode de Out of the Unknown. Il apparaît dans d'autres séries. En 1976, il joue dans la comédie musicale britannique The Slipper and the Rose : The Story of Cinderella. En 1977, Skinner retrouve Zeffirelli en interprétant le rôle d’un garçon possédé dans la mini-série télévisée Jésus de Nazareth. Il joue ensuite dans d'autres films et d'autres séries télévisées,.
Dès son plus jeune âge, Skinner éprouve un intérêt prononcé pour Jack l'Éventreur. À l'âge adulte, il effectue des recherches généalogiques sur sa famille et sur le tueur en série. Par la suite, il porte son attention sur l'histoire du Metropolitan Police Service. Au XXIe siècle, il est surtout connu pour ses ouvrages sur Jack l'Éventreur. En 2001, il travaille comme consultant du film From Hell. La même année, il travaille aussi comme consultant des documentaires The Hunt (2001) et Hunt For Jack the Ripper (2001).

## Œuvres
- (en) Keith Skinner et Martin Howells, The Ripper Legacy: Life and Death of Jack the Ripper, 1987
- (en) Keith Skinner et Martin Fido, Peasenhall Murder, 1990
- (en) Paul Begg et Keith Skinner, Scotland Yard Files: 150 Years of the CID, 1842-1992, 1992
- (en) Paul Begg, Martin Fido et Keith Skinner, The Jack the Ripper A-Z, 1992, 1996
- (en) Keith Skinner et Kevin O'Donnell, The Jack the Ripper Whitechapel Murders, 1997
- (en) Martin Fido et Keith Skinner, The Official Encyclopedia of Scotland Yard, 1999
- (en) Keith Skinner, Anne E. Graham et Carol Emmas, The Last Victim: Extraordinary Life of Florence Maybrick, the Only Woman to Survive Jack the Ripper, 1999
- (en) Stewart P. Evans et Keith Skinner, The Ultimate Jack the Ripper Companion, 2000
- (en) Stewart P. Evans et Keith Skinner, The Ultimate Jack the Ripper Sourcebook: An Illustrated Encyclopedia, Londres, Constable and Robinson, 2000 (ISBN 1-84119-225-2)
- (en) Stewart P. Evans et Keith Skinner, Jack the Ripper: Letters from Hell, Stroud, Gloucestershire, Sutton Publishing, 2001 (ISBN 0-7509-2549-3)
- (en) Stewart P. Evans et Keith Skinner, Jack the Ripper and the Whitechapel Murders, 2002
- (en) Seth Linder, Caroline Morris et Keith Skinner, The Ripper Diary, 2003
- (en) Keith Skinner et Alan Moss, The Scotland Yard Files: Milestones in Crime Detection, 2006
- (en) Paul Begg, Martin Fido et Keith Skinner, The Complete Jack the Ripper A-Z, 2010
- (en) Alan Moss et Keith Skinner, The Victorian Detective (Shire Library), 2013